# Список танцевальных хитов № 1 в Великобритании 2018 года
Список танцевальных хитов № 1 в Великобритании 2018 года включает самые популярные песни в танцевальном стиле на основе данных официального dance хит-парада Великобритании UK Dance Chart 2018 года. Составителем чарта является The Official Charts Company, отвечающая за выпуск всех официальных музыкальных чартов страны.
| Дата      | Сингл № 1 недели | Исполнитель                   | Ссылка |
| --------- | ---------------- | ----------------------------- | ------ |
| 4 января  | Silence          | Marshmello при участии Khalid | [ 2 ]  |
| 11 января | Silence          | Marshmello при участии Khalid | [ 3 ]  |
| 18 января | 17               | Marc Kinchen                  | [ 4 ]  |